# Brief an Diognet
Der sogenannte Brief an Diognet (griechisch Πρὸς Διόγνητον Ἐπιστολή) ist eine frühe christliche apologetische Schrift und vermutlich kein echter Brief. Verfasser und Datierung sind unklar. Ähnlichkeiten bestehen sowohl zu sehr frühen Schriften (um 120: Kerygma Petri, Aristides von Athen) wie deutlich späteren (um 210: Hippolyt von Rom, Clemens von Alexandria).
Der Verfasser nennt sich „Mathetes“, was kein Eigenname ist, sondern „Schüler“ oder „Jünger“ bedeutet. Als Adressat ist der Diognetus, welcher Lehrer des Kaisers Mark Aurel war, so gut wie sicher nicht gemeint. Eine Identifikation mit Claudius Diogenes, Prokurator von Alexandrien zur Wende zum 3. Jahrhundert, ist ebenfalls unwahrscheinlich.
Der Brief ist in drei Handschriften überliefert, deren dritte, 1870 verloren, aber schon 1592 zum ersten Mal gedruckt, wurde in einem Codex des 13. Jahrhunderts überliefert, der Schriften enthielt, die Justin dem Märtyrer zugeschrieben wurden. Die ersten beiden sind vermutlich Kopien dieser dritten Fassung, da sie ebenfalls zwei Zeilen nicht überliefern, welche in der dritten Manuskriptfassung zerstört waren. Das zehnte Kapitel bricht ab, die zwei letzten Kapitel werden oft als spätere Hinzufügungen betrachtet, da Wendungen wie „dieses Wort, das von Beginn an war …“ für diese Zeit typisch sind.
Die Formalia eines antiken Briefes fehlen. Der Aufbau kann wie folgt skizziert werden:
- Einleitung: Verschiedene Fragen des Diognet: Auf welchen Gott vertrauen die Christen und warum glauben sie weder den Juden noch den Griechen? Was ist das für eine innige Liebe (Nächstenliebe)? Warum ist der christliche Glaube erst jetzt aufgetreten?
- Kap. 2–4: Die heidnischen Götter(bilder) sind stoffliches Menschenwerk; die Juden verstehen Gott nicht.
- Kap. 5–6: Die Christen überragen die Welt wie die Seele den Leib.
- Kap. 7–8: Über den allmächtigen und guten, unbeschreiblichen und unsichtbaren Gott der Christen, der nichts benötigt, da Er selbst die Fülle ist.
- Kap. 9–10: Der Sohn erst brachte Rechtfertigung, aber schon der Vater schuf und ordnete den Kosmos
- Kap. 11–12: Anhang sowie Lobpreisung des Vaters des Lichts und der Wahrheit

## Textausgaben und Übersetzungen
- Horacio E. Lona: Epistola Barnabae. Ad Diognetum – Barnabasbrief. An Diognet. Griechisch – deutsch. Eingeleitet, kritisch ediert und übersetzt (= Fontes Christiani. Band 72). Herder, Freiburg im Breisgau 2018, ISBN 978-3-451-30969-4.
- Horacio E. Lona: An Diognet. Übersetzt und erklärt (= Kommentar zu frühchristlichen Apologeten. Band 8). Herder, Freiburg im Breisgau 2001, ISBN 3-451-27679-8 (deutsche Übersetzung mit ausführlichem Kommentar).
- Allgemeine Einleitung. Die beiden Apologien Justins des Märtyrers. Der Brief an Diognet. Übersetzt von Gerhard Rauschen. In: Frühchristliche Apologeten. Aus dem Griechischen oder Lateinischen übersetzt (= Bibliothek der Kirchenväter. Band 12). Band 1. Kösel, Kempten/München 1913, S. VII–VIII, 55–173.
- Schrift an Diognet. Eingeleitet, herausgegeben, übertragen und erläutert von Klaus Wengst. In: Derselbe: Didache, Barnabasbrief, Zweiter Klemensbrief, Schrift an Diognet. Kösel, München 1984, ISBN 3-466-20252-3, S. 283–348 (Text auf Griechisch und Deutsch).